# Fronteira República Democrática do Congo–Sudão do Sul
A fronteira entre a República Democrática do Congo e o Sudão do Sul é uma linha de 628 km de extensão, sentido oeste-leste, que separa o sudoeste do Sudão do Sul, do nordeste do território da República Democrática do Congo. 
No oeste forma a tríplice fronteira dos dois países com o extremo leste da República Centro Africana e no o leste o ponto tríplice, próximo ao norte da região Congolesa de conflitos armados, é com Uganda e com República Democrática do Congo. Separa os estados sudaneses do sudoeste, Equatória Ocidental e Equatória Central das províncias do nordeste da R.D. Congo, Ituri e Haut-Uele.
A fronteira foi marcada desde os primórdios do período colonial, no século XIX:
- O Sudão, ex Sudão Anglo-Egípcio foi uma das primeiras nações africanas a obter a independência quando da grande libertação do continente nas décadas de 1950 e 1960, o que ocorreu em 1956.
- A República Democrática do Congo, antiga colônia da Bélgica, até então Congo Belga, torna-se independente em 1960 como República do Congo. Passando por sucessivos conflitos internos e ditaduras, mudou de nome para Zaire, depois Congo Kinshasha, tendo finalmente o nome atual.[1]

Com a independência do Sudão do Sul em julho de 2011, a anterior fronteira entre Sudão e República Democrática do Congo passou a delimitar os territórios (Equatória Ocidental e Equatória Central) do Sudão do Sul com a República Democrática do Congo.